# مؤسسه فناوری ماساچوست
مؤسسه فناوری ماساچوست (به انگلیسی: Massachusetts Institute of Technology) یا اِم‌آی‌تی (مخفف انگلیسی: MIT) یک دانشگاه تحقیقاتی خصوصی است که در سال ۱۸۶۱ در زمین اهدایی دولت در کمبریج واقع در ایالت ماساچوست آمریکا بنیان‌گذاری شده و از آن زمان تاکنون نقش چشم‌گیری در توسعهٔ فناوری و پیشبرد علم ایفا کرده است.
دانشگاه ام‌آی‌تی در پاسخ به صنعتی‌شدن روزافزون ایالات متحده تأسیس شد و مدل دانشگاه صنعتی اروپایی را پذیرفت و بر آموزش آزمایشگاهی در علوم کاربردی و مهندسی تأکید کرد.
این مؤسسه دارای یک پردیس شهری است که بیش از ۱٫۶ کیلومتر در امتداد رودخانه چارلز امتداد دارد. این مؤسسه همچنین دارای مجموعه‌های مهمی خارج از دانشگاه است از جمله:
- آزمایشگاه لینکلن ام‌آی‌تی
- مرکز بیتس
- رصدخانه هی استاک
- آزمایشگاه‌های وابسته مانند مؤسسات برود (broad) و وایتهد

تا پیش از اکتبر سال ۲۰۲۴ میلادی، ۱۰۵ برنده جایزه نوبل، ۲۶ برنده جایزه تورینگ و ۸ مدال آور فیلدز به‌عنوان دانش‌آموخته، اعضای هیئت‌علمی یا پژوهشگر به ام‌آی‌تی وابسته بودند. علاوه‌بر این، ۵۸ نفر از دریافت‌کنندگان مدال ملی علوم، ۲۹ نفر از دریافت‌کنندگان مدال ملی فناوری و نوآوری، ۵۰ نفر از همکاران مک آرتور، ۸۰ نفر از محققان مارشال، ۳ نفر از محققان میچل، ۴۱ نفر از فضانوردان و ۱۶ نفر از دانشمندان ارشد نیروی هوایی آمریکا به ام‌آی‌تی وابسته بوده‌اند.
این دانشگاه همچنین از فرهنگ کارآفرینی نیرومندی برخوردار است و فارغ‌التحصیلان دانشگاه ام‌آی‌تی بسیاری از شرکت‌های برجسته را تأسیس کرده‌اند. ام‌آی‌تی، یکی از اعضای انجمن دانشگاه‌های آمریکایی (AAU) است.

## تاریخچه

### بنیان‌گذاری و چشم‌انداز
در سال ۱۸۵۹، پیشنهادی برای استفاده از زمین‌های تازه پر شده در خلیج بک، بوستون برای «هنرستان هنر و علوم» به دادگاه عمومی ماساچوست ارائه شد اما این پیشنهاد ناکام ماند. منشوری برای ادغام مؤسسه فناوری ماساچوست، توسط ویلیام بارتون راجرز پیشنهاد و توسط جان آلبیون اندرو، فرماندار ماساچوست، در ۱۰ آوریل ۱۸۶۱ امضا شد.
راجرز، استاد دانشگاه ویرجینیا، می‌خواست مؤسسه‌ای تأسیس کند تا به پیشرفت‌های سریع علمی و فناوری بپردازد. او مایل به ایجاد یک مدرسه حرفه‌ای نبود اما ترکیبی با عناصر آموزش حرفه‌ای و لیبرال را پیشنهاد می‌کند:
| « | همان‌طور که تصور می‌کنم، هدف واقعی و تنها عملی یک دانشکده پلی‌تکنیک، آموزش جزئیات جزئی و دستکاری هنرها نیست، که فقط در کارگاه انجام می‌شود، بلکه القای اصول علمی است که پایه و اساس آن را تشکیل می‌دهد. و توضیح آن‌ها، و همراه با آن، یک بررسی کامل و روشمند از کلیه فرایندها و عملیات پیشرو آن‌ها در ارتباط با قوانین فیزیکی. | » |

طرح راجرز با تأکید بر دانشکده مستقلی که در زمینه تحقیقات و همچنین آموزش‌هایی حول سمینارها و آزمایشگاه‌ها است، مدل دانشگاه تحقیقاتی آلمانی را منعکس کرد.

### توسعه اولیه
دو روز پس از صدور مجوز تأسیس ام‌آی‌تی، نخستین نبرد از جنگ داخلی آمریکا آغاز شد. پس از تأخیر طولانی در طول سال‌های جنگ، نخستین کلاس‌های ام‌آی‌تی در سال ۱۸۶۵ در ساختمان تجاری بوستون برگزار شد. این مؤسسه جدید به عنوان بخشی از قانون کالج‌های موریل لند-گرانت برای تأمین بودجه موسسات «برای ارتقای آموزش لیبرال و عملی طبقات صنعتی» تأسیس شد و یک مدرسه اعطای زمین بود. در سال ۱۸۶۳ با همین اقدام، منطقه مشترک‌المنافع ماساچوست، کالج کشاورزی ماساچوست (در امهرست) را تأسیس کرد که تحت عنوان دانشگاه ماساچوست امهرست توسعه یافت. در سال ۱۸۶۶، درآمد حاصل از فروش زمین به ساختمان‌های جدید در خلیج بک اختصاص یافت.
مؤسسه فناوری ماساچوست به‌طور غیررسمی «بوستون تک» (Boston Tech) نامیده می‌شد. این مؤسسه الگوی دانشگاه صنعتی اروپایی را پذیرفت و از همان اوایل تأکید بر آموزش آزمایشگاهی داشت. باوجود مشکلات مالی مزمن، این مؤسسه در دو دهه بعد از تأسیس در قرن نوزدهم در زمان ریاست فرانسیس آماسا واکر، شاهد رشد بود. برنامه‌هایی در زمینه مهندسی دریا، برق، شیمی و بهداشت معرفی شد، ساختمان جدید ساخته شد و تعداد دانشجویان به بیش از یک‌هزار نفر افزایش یافت.
برنامه درسی مورد تأکید شغلی قرار گرفت و توجه کمتری به علوم نظری داشت. این مدرسه تازه تأسیس هنوز از کمبودهای مزمن مالی رنج می‌برد که باعث جلب توجه رهبری ام‌آی‌تی شد. در طول این سال‌های فعالیت «بوستون تک»، دانشکده ام‌آی‌تی و فارغ‌التحصیلان تلاش‌های مکرر چارلز ویلیام الیوت، رئیس دانشگاه هاروارد و رئیس دانشگاه و دانشکده سابق ام‌آی‌تی را برای ادغام ام‌آی‌تی با دانشکده علمی لارنس کالج هاروارد را رد کردند. حداقل شش تلاش برای جذب ام‌آی‌تی در هاروارد وجود دارد. در مکان باریک خلیج بک، ام‌آی‌تی توانایی گسترش امکانات شلوغ خود را ندارد و جستجوی ناامیدکننده برای یک دانشگاه جدید و بودجه را هدایت می‌کند. سرانجام، ام‌آی‌تی توافق رسمی را برای ادغام با هاروارد، در مورد مخالفت‌های شدید دانشکده، دانشجویان و دانش‌آموختگان ام‌آی‌تی، تصویب کرد. با این حال، تصمیم سال ۱۹۱۷ دادگاه عالی قضایی ماساچوست، به‌طور عملی به طرح ادغام پایان داد.

### تحقیقات دفاعی
مشارکت ام‌آی‌تی در علوم نظامی در طول جنگ جهانی دوم افزایش یافت. در سال ۱۹۴۱، ونیوار بوش به عنوان رئیس دفتر تحقیقات و توسعه علم فدرال منصوب شد و بودجه را فقط به گروه منتخبی از دانشگاه‌ها از جمله ام‌آی‌تی هدایت کرد. مهندسان و دانشمندان از سراسر کشور در آزمایشگاه تابش ام‌آی‌تی، که در سال ۱۹۴۰ برای کمک به ارتش بریتانیا در تولید رادار مایکروویو تأسیس شد، جمع شدند. کارهای انجام‌شده در آنجا به‌طور قابل‌توجهی هم بر جنگ و هم تحقیقات بعدی در منطقه تأثیر گذاشت. سایر پروژه‌های دفاعی شامل سامانه کنترل پیچیده ژیروسکوپ و سایر سامانه‌های کنترل پیچیده برای تفنگ، بمب و سامانه ناوبری اینرسیایی تحت آزمایشگاه ابزار دقیق چارلز استارک دراپر بود. توسعه یک کامپیوتر دیجیتال برای شبیه‌سازی پرواز تحت پروژه چرخش‌نما و عکسبرداری با سرعت و ارتفاع زیاد تحت نظر هارولد یوجین ادگرتون. با پایان جنگ یعنی پیش از سال ۱۹۴۶، ام‌آی‌تی به بزرگ‌ترین پیمانکار تحقیق و توسعه کشور در زمان جنگ تبدیل شد، تقریباً ۴۰۰۰ کارمند را تنها در آزمایشگاه تابش مشغول به‌کار کرد و بیش از ۱۰۰ میلیون دلار (۱٫۲ میلیارد دلار در سال ۲۰۱۵) دریافت کرد. کار بر روی پروژه‌های دفاعی حتی پس از آن نیز ادامه داشت. تحقیقات تحت حمایت دولت پس از جنگ در ام‌آی‌تی شامل سیستم‌های محیط زمین نیمه اتوماتیک (SAGE) و هدایت موشک‌های بالستیک و برنامه فضایی آپولو بود.

### توسعه سال‌های اخیر

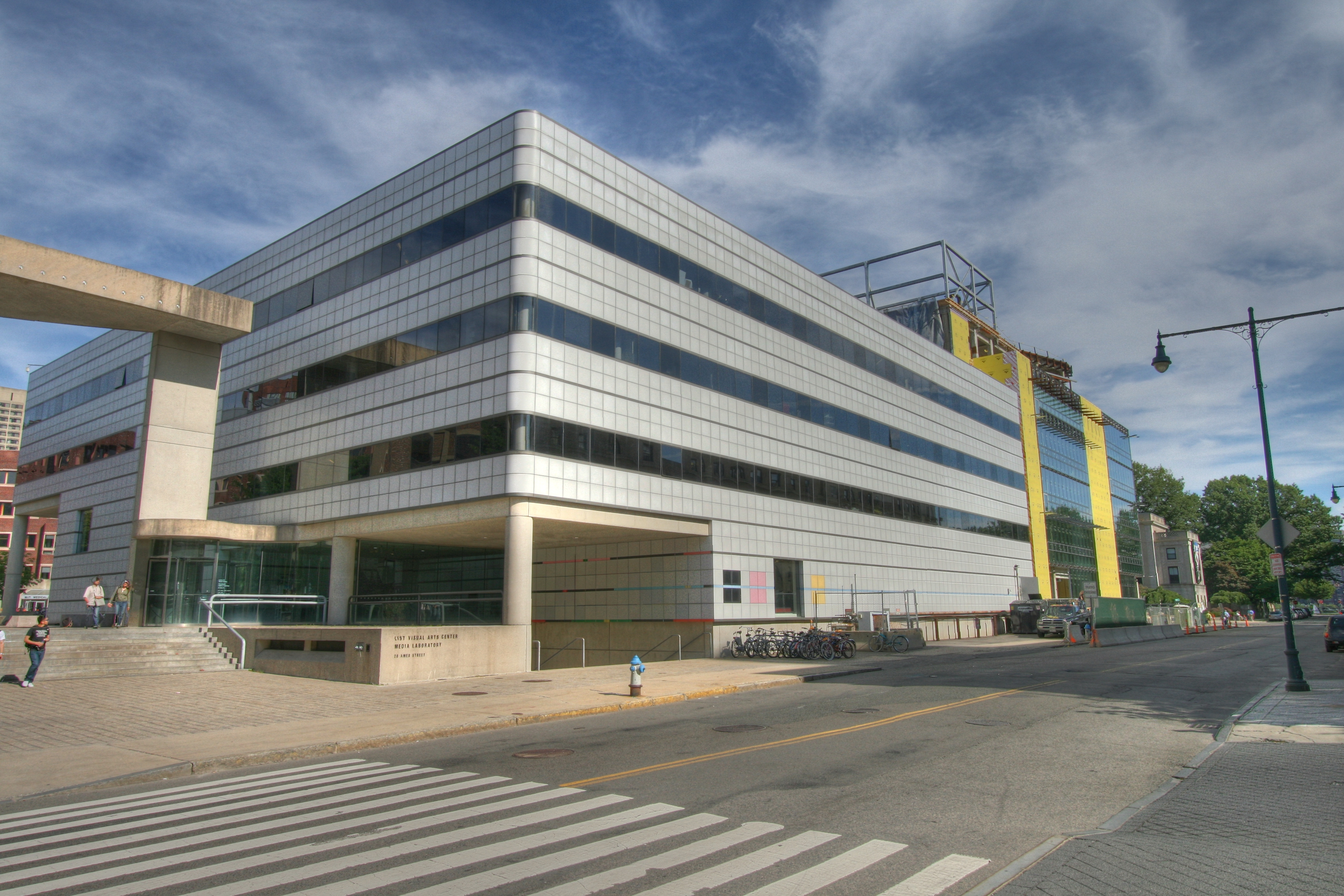
آزمایشگاه رسانه ام‌آی‌تی محققانی را در اختیار دارد که در حال استفاده جدید از فناوری رایانه هستند و در اینجا ساختمان ۱۹۸۲ نشان داده شده است، طراحی شده توسط آی.ام. پی، با پسوند (سمت راست عکس) طراحی شده توسط فومیهیکو ماکی در مارس ۲۰۱۰ افتتاح شد

ام‌آی‌تی همگام بوده و به پیشرفت دیجیتال کمک کرده است. علاوه بر توسعه پیشینیان فن آوری‌های مدرن محاسبات و شبکه، دانشجویان، کارمندان و اعضای هیئت علمی پروژه مک، آزمایشگاه هوش مصنوعی و باشگاه راه‌آهن تک مدل برخی از نخستین بازی‌های رایانه‌ای تعاملی را نوشتند مانند اسپیس‌وار! و بسیاری از اصطلاحات عامیانه و فرهنگ هکر مدرن را ایجاد کرد. چندین سازمان مهم مربوط به رایانه از سال ۱۹۸۰ در ام‌آی‌تی تأسیس شده‌اند:
- پروژه گنو ریچارد استالمن و بنیاد نرم‌افزار آزاد متعاقباً در اواسط دهه ۱۹۸۰ در آزمایشگاه هوش مصنوعی تأسیس شدند. آزمایشگاه رسانه ام‌آی‌تی در سال ۱۹۸۵ توسط نیکلاس نگروپونته و جروم ویرنز برای ترویج تحقیقات در زمینه کاربردهای جدید فناوری رایانه تأسیس شد.[۳۶]
- سازمان استانداردسازی اتحادیه وب جهان‌گستر در آزمایشگاه علوم رایانه در سال ۱۹۹۴ توسط تیم برنرز لی تأسیس شد.
- پروژه درس‌افزار باز ام‌آی‌تی مواد درسی را برای بیش از ۲۰۰۰ کلاس ام‌آی‌تی از سال ۲۰۰۲ به‌صورت آنلاین در دسترس قرار داده است.[۳۷]
- ابتکار یک لپ‌تاپ برای هر کودک برای گسترش آموزش رایانه ای و ارتباط با کودکان در سراسر جهان در سال ۲۰۰۵ راه‌اندازی شد.[۳۸]

## امکانات

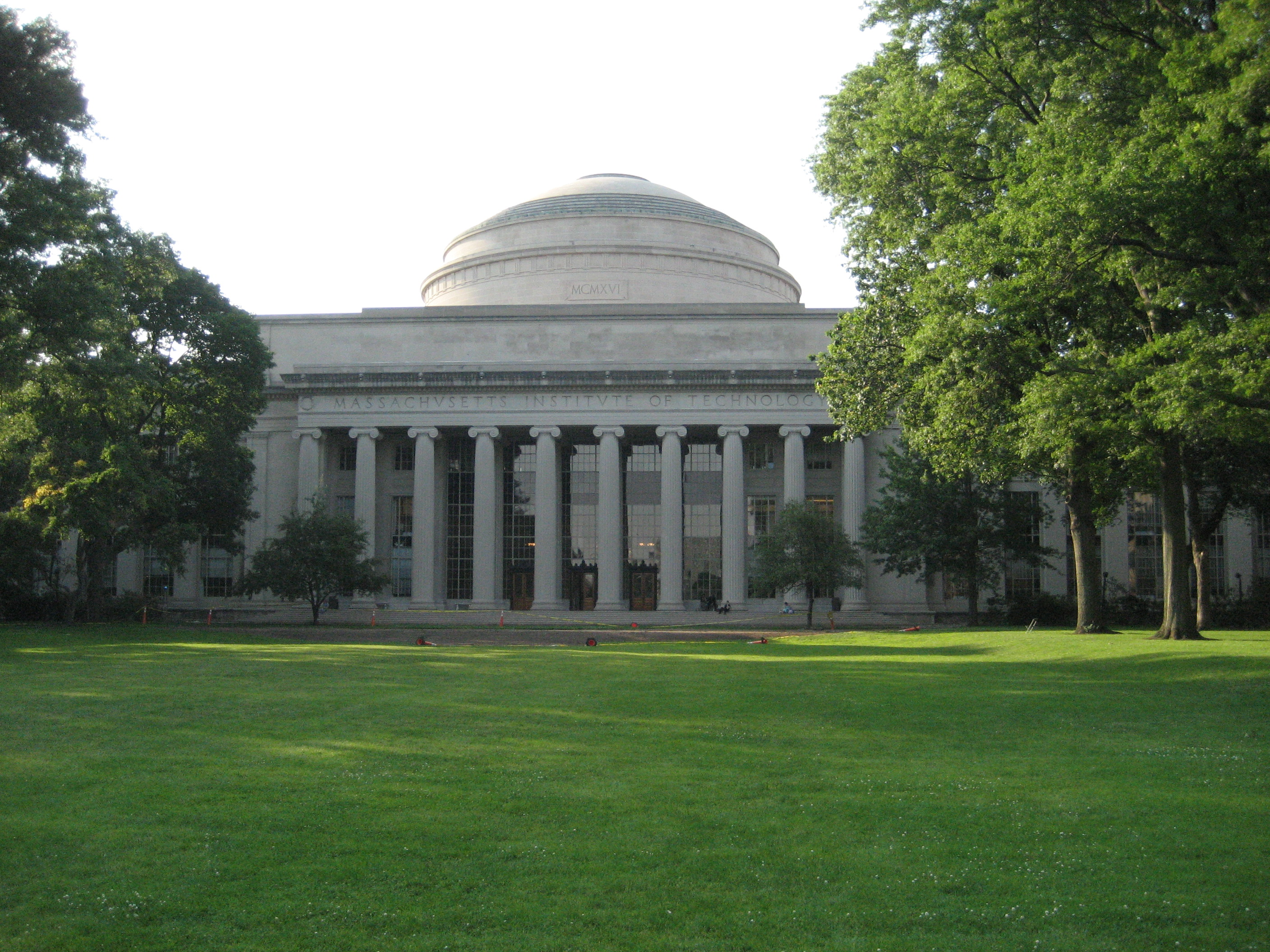
ساختمان اصلی و قدیمی ام‌آی‌تی

محوطه دانشگاه ۱۶۶ جریب (۶۷٫۲ هکتار) ام‌آی‌تی در شهر کمبریج تقریباً یک مایل در امتداد ضلع شمالی حوضه رودخانه چارلز قرار دارد. خیابان ماساچوست محوطه دانشگاه را تقریباً به نصف تقسیم کرده است، بیشتر خوابگاه‌ها و امکانات زندگی دانشجویی در غرب و بیشتر ساختمان‌های دانشگاهی در شرق هستند. نزدیکترین پل به ام‌آی‌تی، پل هاروارد است که به دلیل واحد اندازه‌گیری اسموت شناخته می‌شود.
ام‌آی‌تی نانو که به ساختمان ۱۲ نیز شناخته می‌شود، یک مرکز بین رشته‌ای برای تحقیقات در مقیاس نانو است. اتاق تمیز ۱۰۰۰۰۰ فوت مربعی (۹٬۳۰۰ متر مربع) و فضای تحقیقاتی آن که از طریق نمای شیشه‌ای گسترده قابل مشاهده است، بزرگ‌ترین مرکز تحقیقاتی در نوع خود در کشور است. این ساختمان با هزینه ۴۰۰ میلیون دلار نیز یکی از ساختمان‌های پر هزینه دانشگاه است. این مرکز همچنین با استفاده از مجموعه‌های تصویربرداری و اندازه‌گیری میرایی لرزشی که در بالای یک دال بتونی ۵ میلیون پوندی (۲٬۳۰۰٬۰۰۰ کیلوگرم) قرار دارد، از پیشرفته‌ترین قابلیت‌های نانو تصویربرداری برخوردار است.
مؤسسه فناوری ماساچوست دارای املاک و مستغلات تجاری قابل‌توجهی در کمبریج است که در آن مالیات بر دارایی می‌پردازد، به علاوه یک پرداخت داوطلبانه اضافی به جای مالیات برای ساختمان‌های دانشگاهی که از نظر قانونی معاف از مالیات هستند. از سال ۲۰۱۷، این بزرگ‌ترین مالیات دهنده در شهر است که تقریباً ۱۴ درصد از درآمد سالانه شهر را دارد. منابع شامل میدان فناوری، بخش‌هایی از میدان کندال، و بسیاری از املاک در کمبریج‌پورت و منطقه ۴ همسایه ساختمان‌های آموزشی است. این زمین برای اهداف سرمایه‌گذاری و توسعه بالقوه طولانی مدت نگهداری می‌شود.

## دانشکده‌ها
دانشکده‌های این دانشگاه عبارت‌اند از:
- دانشکده علوم
- دانشکده فنی مهندسی
- دانشکده طراحی و معماری
- دانشکده مدیریت
- دانشکده علوم انسانی، هنر و علوم اجتماعی

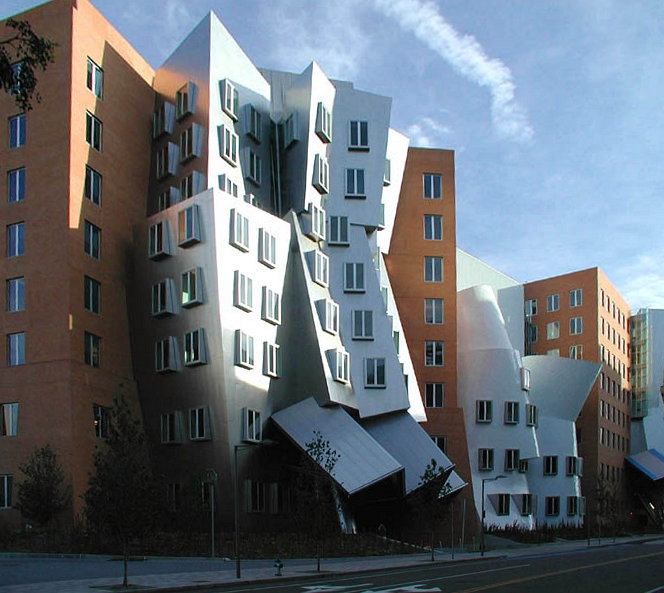
ساختمان دپارتمان فلسفه و زبان با طراحی فرانک گری

این دانشگاه دانشکده پزشکی و حقوق ندارد اما ناظر بر یک کالج به نام شاخه علوم و فنون بهداشتی هاروارد-ام‌آی‌تی است.

## تحقیقات
مؤسسه فناوری ماساچوست در سال ۱۹۳۴ به عضویت انجمن دانشگاه‌های آمریکایی انتخاب شد و در میان «R1: دانشگاه‌های دکتری - فعالیت تحقیقاتی بسیار بالا» طبقه‌بندی می‌شود. هزینه‌های تحقیقاتی در سال ۲۰۱۷ بالغ بر ۹۵۲ میلیون دلار بوده است. دولت فدرال بزرگ‌ترین منبع تحقیق با حمایت مالی بود. وزارت بهداشت و خدمات انسانی ایالات متحده آمریکا: ۲۵۵٫۹ میلیون دلار، وزارت دفاع ایالات متحده آمریکا: ۹۷٫۵ میلیون دلار، وزارت انرژی ایالات متحده آمریکا: ۶۵٫۸ میلیون دلار، بنیاد ملی علوم: ۶۱٫۴ میلیون دلار و ناسا: ۲۷٫۴ میلیون دلار اعطا کردند. مؤسسه فناوری ماساچوست علاوه بر اعضای هیئت علمی تقریباً ۱۳۰۰ محقق نیز استخدام می‌کند. در سال ۲۰۱۱، استادان و محققان دانشگاه مؤسسه فناوری ماساچوست ۶۳۲ اختراع را افشا کردند که ۱۵۳ حق اختراع صادر، ۸۵٫۴ میلیون دلار درآمد نقدی کسب و ۶۹٫۶ میلیون دلار حق امتیاز دریافت کردند. از طریق برنامه‌هایی مانند مرکز دشپنده، اعضای هیئت علمی ام‌آی‌تی از تحقیقات و کشفیات خود در زمینه فعالیت‌های تجاری چند میلیون دلاری استفاده می‌کنند.

## استادان سرشناس
- نوآم چامسکی
- موریس هله
- رومن یاکوبسن
- جرالد جی ساسمن
- وندا اورلیکاسکی
- علی جوان

## دانش‌آموختگان
- این دانشگاه تاکنون ۱۰۵ بار جایزه نوبل در رشته‌های مختلف و ۴۷ بار هم مدال ملی آمریکا گرفته است.[۴۸]
- از دانش‌آموختگان حاضر در صحنهٔ سیاسی و عمومی آمریکا عبارت‌اند از: بن برننکی (رئیس سابق فدرال رزرو)، جان الیور (نماینده سابق حوزه انتخابیه اول ماساچوست)، پیت استارک (نماینده سابق حوزه انتخابیه سیزدهم کالیفرنیا)، لارنس سامرز (رئیس سابق شورای ملی اقتصادی) و کریستینا رومر (رئیسِ سابق شورای مشاوران اقتصادی)
- دانش‌آموختگان ام‌آی‌تی در سیاست بین‌المللی عبارت‌اند از: بنیامین نتانیاهو (نخست‌وزیر اسرائیل)، ماریو دراگی (رئیس بانک مرکزی اروپا)، راگورام راجان (رئیس بانک مرکزی هند)، دیوید میلیبند (وزیر امور خارجه سابق بریتانیا)، لوکاس پاپادموس (نخست‌وزیر سابق یونان)، کوفی عنان (دبیرکل سابق سازمان ملل متحد)، احمد چلبی (معاون سابق نخست‌وزیر عراق)

## نگارخانه

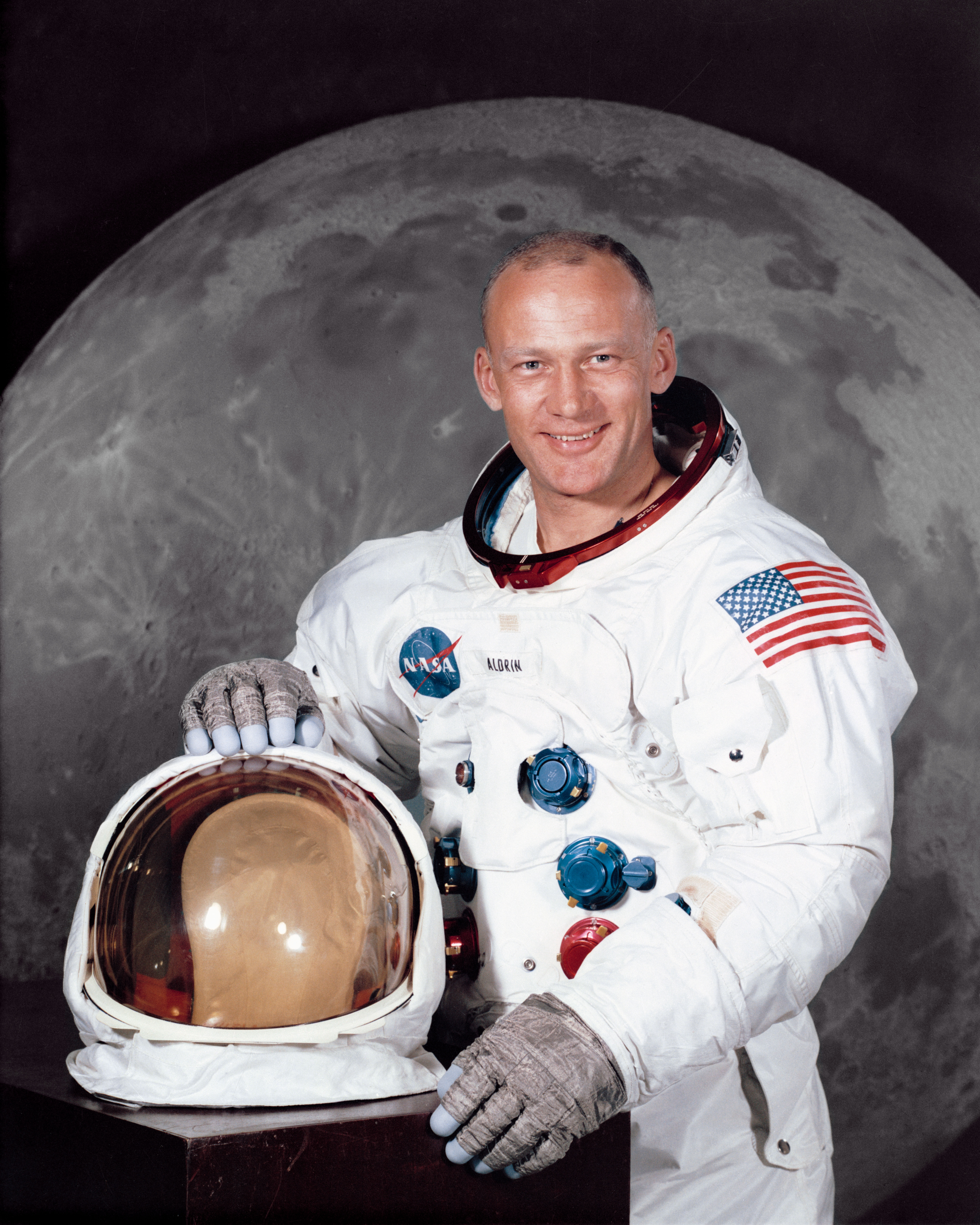
باز آلدرین، فضانورد آپولو ۱۱ (دکترای هوا-فضا، ۱۹۶۳ میلادی)
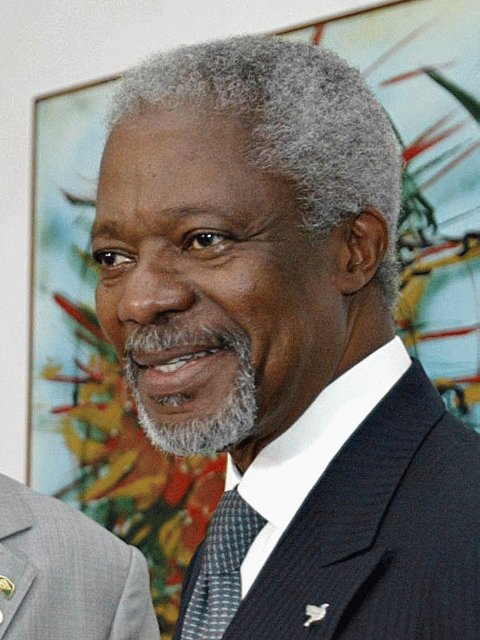
دبیرکل پیشین سازمان ملل متحد کوفی عنان،  SM 1972 (مدیریت)
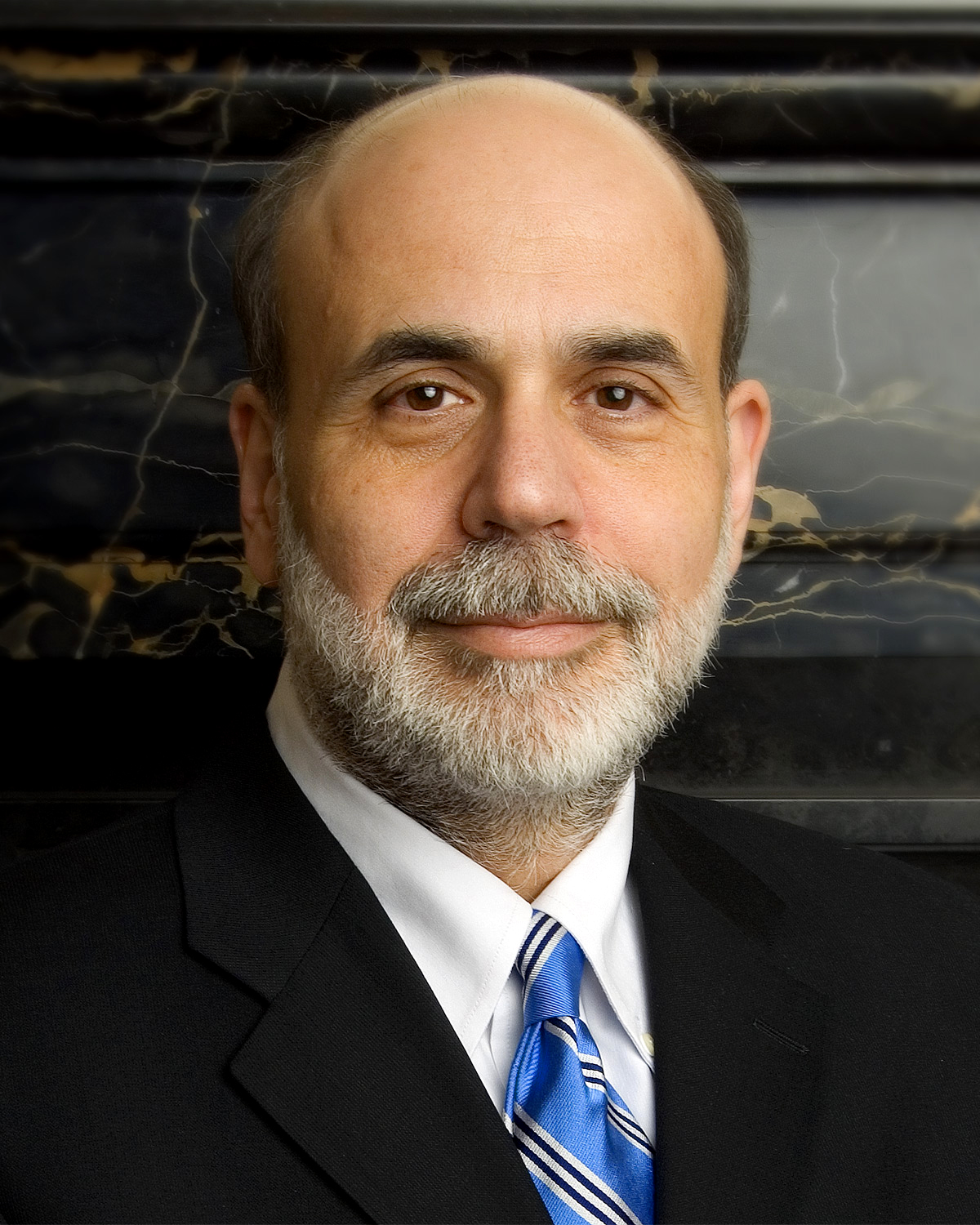
بانک مرکزی ایالات متحده آمریکا بن برنانکی،  PhD 1979 (علم اقتصاد)
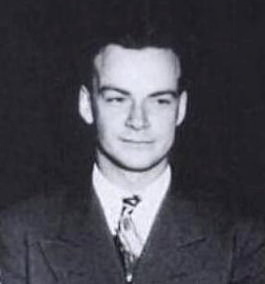
فیزیکدان برنده جایزه نوبل ریچارد فاینمن،  SB 1939 (فیزیک)
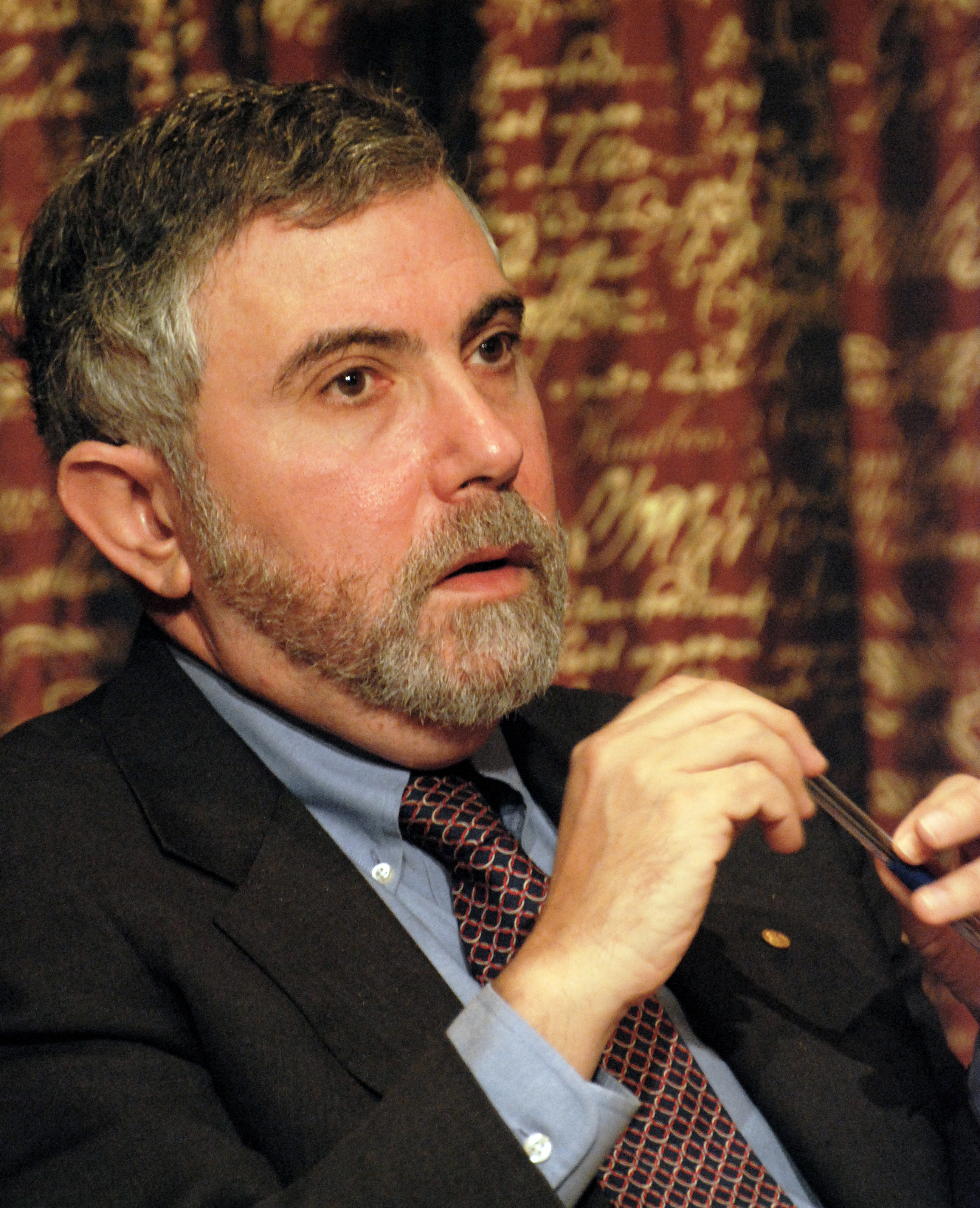
اقتصاددان برنده جایزه نوبل پل کروگمن،  PhD 1977 (علم اقتصاد)
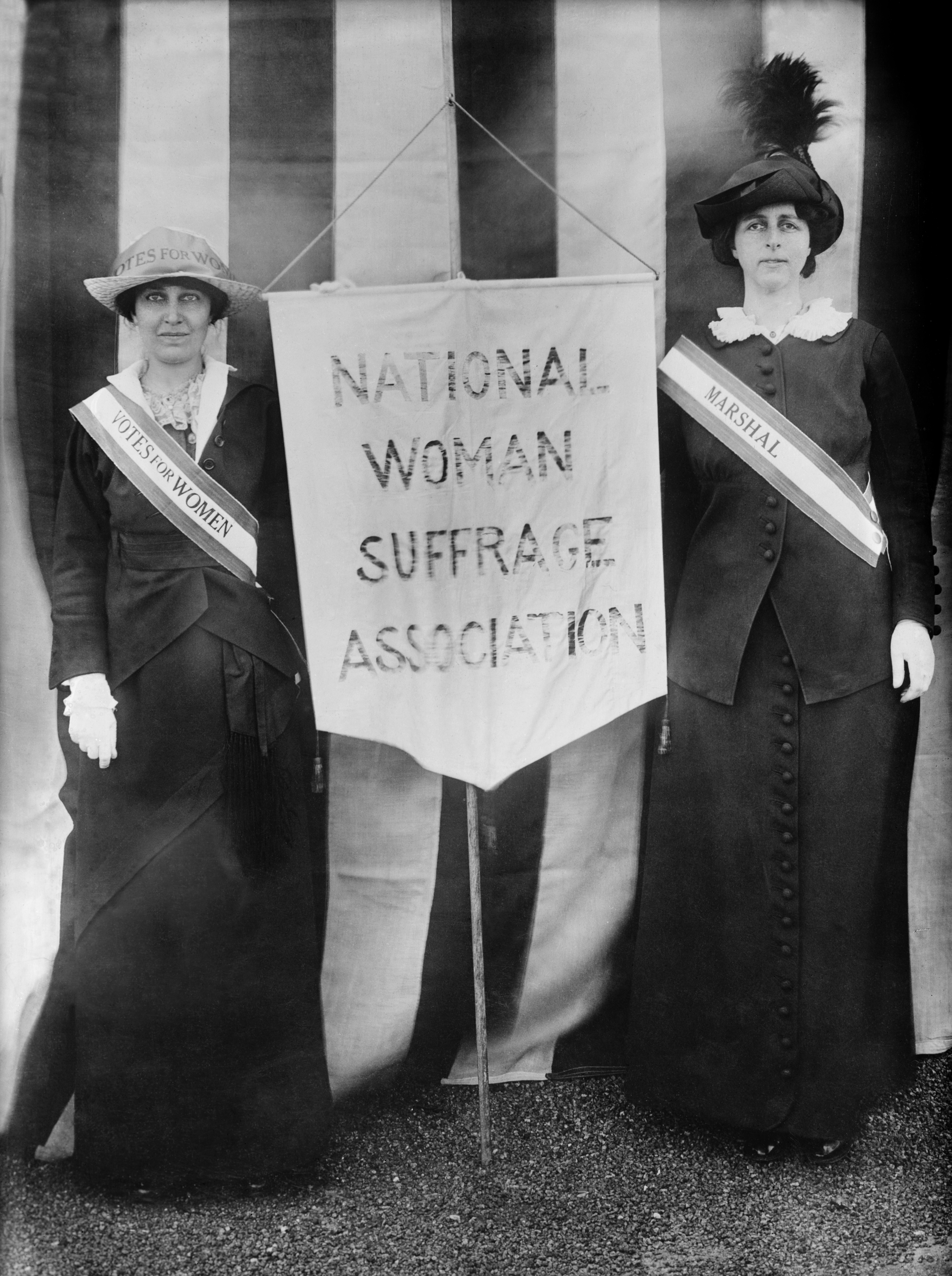
زیست‌شناس،  suffragist, philanthropist کاترین دکستر مک‌کورمیک (چپ), SB 1904 (زیست‌شناسی)
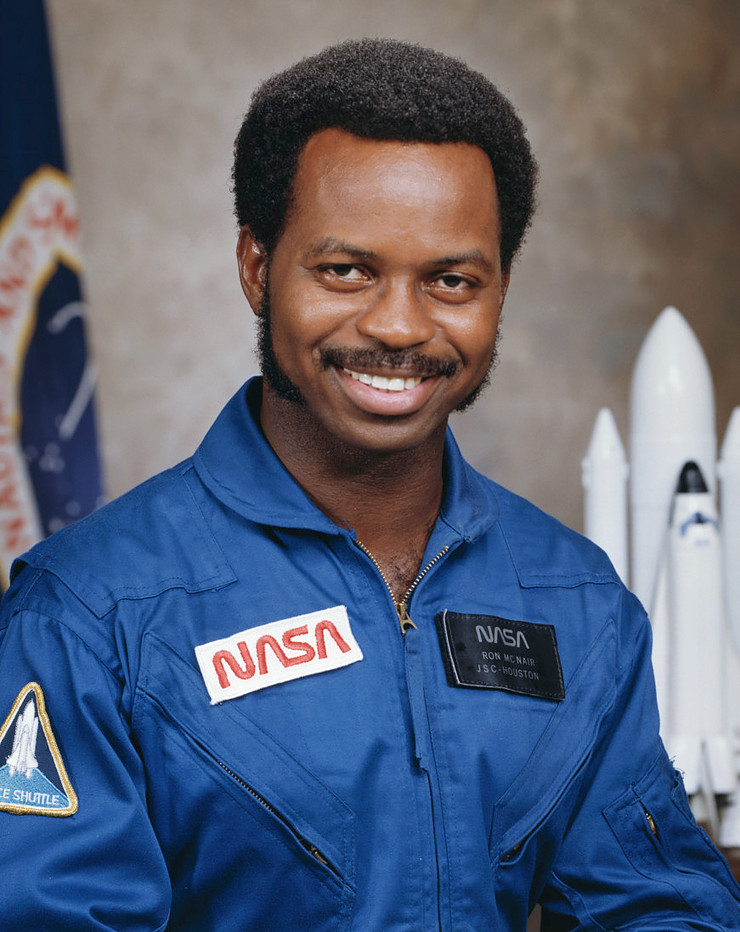
فضانورد فیزیکدان رونالد مک‌نیر،  PhD 1976 (فیزیک)
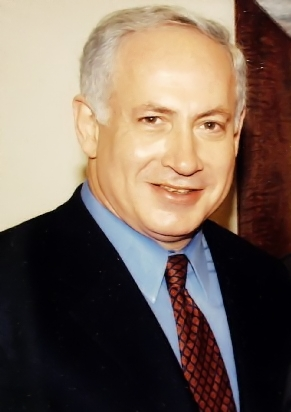
نخست وزیر اسرائیل بنیامین نتانیاهو،  SB 1975 (معماری), SM 1976 (مدیریت)
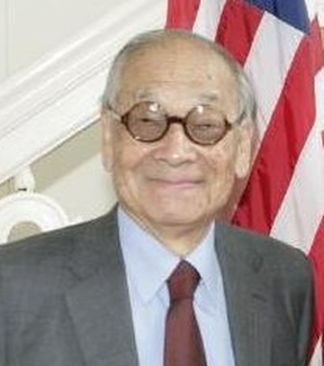
Architect آی. ام. پی،  BArch 1940 (معماری)
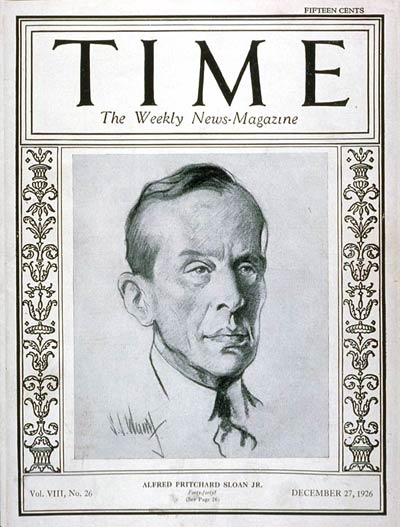
CEO of جنرال موتورز آلفرد پی اسلون،  SB 1895